# 萊特科格爾山
46°53′16″N 15°13′50″E / 46.8876914°N 15.2306404°E

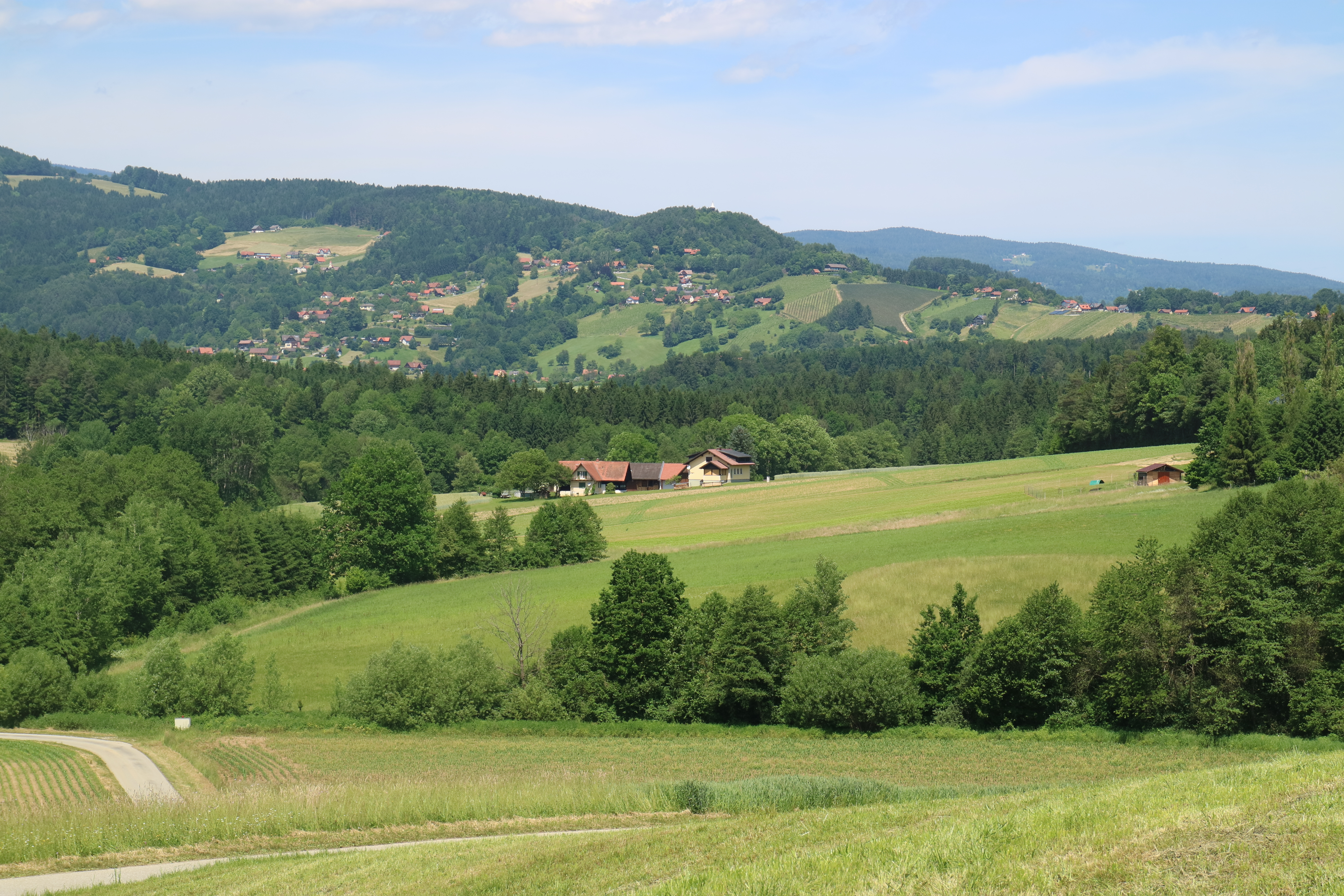

萊特科格爾山（德語：Lethkogel）是奧地利的山峰，位於該國東南部，由施泰爾馬克州負責管轄，屬於拉萬塔爾阿爾卑斯山脈中科尔山的一部分，海拔高度608米。